# (16059) Marybuda
(16059) Marybuda (1999 JV86) – planetoida z pasa głównego asteroid okrążająca Słońce w ciągu 4,03 lat w średniej odległości 2,53 j.a. Odkryta 12 maja 1999 roku.